# Grand Prix Formule 1 van Canada 1996
De Grand Prix Formule 1 van Canada 1996 werd gehouden op 16 juni 1996 in Montreal.

## Uitslag
| Positie | Nummer | Rijder                | Team               | Ronden | Tijd/Opgave         | Startplaats | Punten |
| ------- | ------ | --------------------- | ------------------ | ------ | ------------------- | ----------- | ------ |
| 1       | 5      | Damon Hill            | Williams-Renault   | 69     | 1:36:03.4           | 1           | 10     |
| 2       | 6      | Jacques Villeneuve    | Williams-Renault   | 69     | +4.183              | 2           | 6      |
| 3       | 3      | Jean Alesi            | Benetton-Renault   | 69     | +54.656             | 4           | 4      |
| 4       | 8      | David Coulthard       | McLaren-Mercedes   | 69     | +63.673             | 10          | 3      |
| 5       | 7      | Mika Häkkinen         | McLaren-Mercedes   | 68     | +1 Ronde            | 6           | 2      |
| 6       | 12     | Martin Brundle        | Jordan-Peugeot     | 68     | +1 Ronde            | 9           | 1      |
| 7       | 14     | Johnny Herbert        | Sauber-Ford        | 68     | +1 Ronde            | 15          |        |
| 8       | 21     | Giancarlo Fisichella  | Minardi-Ford       | 67     | +2 Rondes           | 16          |        |
| NF      | 20     | Pedro Lamy            | Minardi-Ford       | 44     | Botsing             | 19          |        |
| NF      | 22     | Luca Badoer           | Forti-Ford         | 44     | Versnellingsbak     | 20          |        |
| NF      | 4      | Gerhard Berger        | Benetton-Renault   | 42     | Spin                | 7           |        |
| NF      | 1      | Michael Schumacher    | Ferrari            | 41     | Aandrijving         | 3           |        |
| NF      | 9      | Olivier Panis         | Ligier-Mugen-Honda | 39     | Motor               | 11          |        |
| NF      | 19     | Mika Salo             | Tyrrell-Yamaha     | 39     | Motor               | 14          |        |
| NF      | 10     | Pedro Diniz           | Ligier-Mugen-Honda | 38     | Motor               | 18          |        |
| NF      | 11     | Rubens Barrichello    | Jordan-Peugeot     | 22     | Koppeling           | 8           |        |
| NF      | 23     | Andrea Montermini     | Forti-Ford         | 22     | Elektrisch probleem | 22          |        |
| NF      | 15     | Heinz-Harald Frentzen | Sauber-Ford        | 19     | Versnellingsbak     | 12          |        |
| NF      | 17     | Jos Verstappen        | Arrows-Hart        | 10     | Motor               | 13          |        |
| NF      | 16     | Ricardo Rosset        | Arrows-Hart        | 6      | Botsing             | 21          |        |
| NF      | 18     | Ukyo Katayama         | Tyrrell-Yamaha     | 6      | Botsing             | 17          |        |
| NF      | 2      | Eddie Irvine          | Ferrari            | 1      | Ophanging           | 5           |        |

## Wetenswaardigheden
- Michael Schumacher vertrok als laatste doordat zijn crew nog aan zijn wagen aan het werken was bij het begin van de opwarmronde.

## Statistieken
| Pole-position | Damon Hill         | Williams-Renault | 1:21.059 |
| Snelste ronde | Jacques Villeneuve | Williams-Renault | 1:21.916 |

## Noot
- Dit was de vijfde podiumplaats voor Jacques Villeneuve.
- Tiende snelste ronde voor een Canadese coureur.

1967 · 1968 · 1969 · 1970 · 1971 · 1972 · 1973 · 1974 · 1976 · 1977 · 1978 · 1979 · 1980 · 1981 · 1982 · 1983 · 1984 · 1985 · 1986 · 1988 · 1989 · 1990 · 1991 · 1992 · 1993 · 1994 · 1995 · 1996 · 1997 · 1998 · 1999 · 2000 · 2001 · 2002 · 2003 · 2004 · 2005 · 2006 · 2007 · 2008 · 2010 · 2011 · 2012 · 2013 · 2014 · 2015 · 2016 · 2017 · 2018 · 2019 · 2022 · 2023 · 2024 · 2025 · 2026 · 2027 · 2028 · 2029